# 제닉스 (기업)
제닉스(Zenix)는 대한민국의 스마트팩토리 물류로봇 솔루션 기업이다. 본사는 충청남도 천안시 서북구 직산읍 부송로 165-33에 위치해 있다. 대표이사는 배성관이다. 주력 제품은 AGV(무인 자동운반장치), AMR(자율이동로봇), 산업용 소재 및 부품을 적재·관리하는 스토커(스마트자동창고) 등이 있다

## 투자
AIM인베스트먼트가 KB증권, 키움캐피탈과 공동으로 회사의 프리IPO에 약 200억원을 투자했다.

## 상훈
2023년 제30회 충청남도 기업인대상 시상식'에서  종합대상을 수상했다

## 상장
2024년 주관사를 신영증권과 케이비증권으로 공모가 4만원(희망 공모가 밴드28,000~34,000원)에 상장할 예정이다.

## 같이 보기
- 세메스
- 에스엠코어
- 에스에프에이
- 로체시스템즈
- 싸이맥스
- 라온테크
- 현대무벡스
- 코윈테크
- 링크제니시스
- 로보스타
- 톱텍

## 참고 문헌
1. ↑  정동진, 제닉스, 상장 후 오버행 물량 대거 출현 우려, 딜사이트, 2024.08.28
2. ↑  진영기, "공장 돌리는 공장, 풀가동중…한국엔 경쟁사 없죠", 한국경제, 2024.05.02
3. ↑  서재원 , AIM인베 201억 투자 '제닉스', 코스닥 상장 초읽기, 딜사이트, 2024.08.14
4. ↑  임효정, AIM인베스트먼트, '제닉스' 프리IPO에 200억 투자, 더벨, 2024-03-07
5. ↑  김병한, 충남 기업인대상 종합대상 천안 '제닉스' 수상, 충청일보, 2023년 10월 30일
6. ↑  배동주, ‘물류 자동화 전문社’ 제닉스, 코스닥 상장 공모 절차 돌입… 밴드 상단 3만4000원, 조선비즈, 2024.08.19.
7. ↑  제닉스, 공모가 4만원 확정…희망범위 상단 초과, 연합뉴스, 2024-09-13